# Friedrich Ostermann (Bischof)

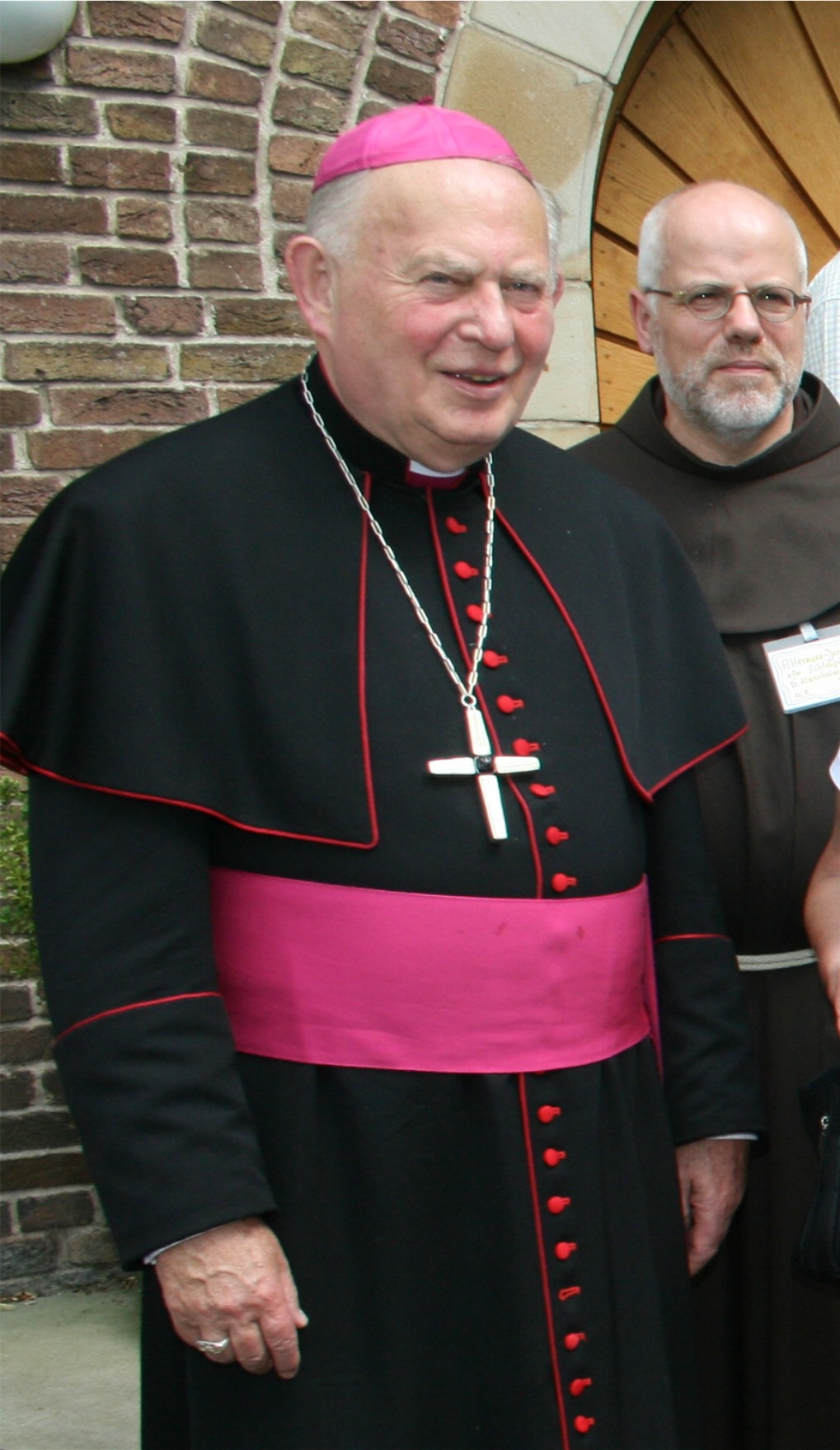
Friedrich Ostermann in der Katholischen Landvolkshochschule „Schorlemer Alst“, 2009

Friedrich Ostermann (* 21. Juni 1932 in Münster; † 22. Oktober 2018 ebenda) war Weihbischof des Bistums Münster und Regionalbischof der Region Münster-Warendorf.

## Leben
Friedrich Ostermann absolvierte 1952 das Abitur am Gymnasium Paulinum, studierte an der Westfälischen Wilhelms-Universität Münster und der Rheinischen Friedrich-Wilhelms-Universität Bonn Katholische Theologie und Philosophie und empfing am 11. Februar 1958 die Priesterweihe durch Bischof Michael Keller. Nach einer Aushilfstätigkeit in Bockum-Hövel (Herz-Jesu-Kirche) folgten Kaplansstationen in Emsdetten (Marienkirche) von 1958 bis 1962, Senden (St. Laurentius) von 1962 bis 1967 und als Vikar in Telgte (St. Clemens) ab 1967. 1969 wurde er Pfarrer in Rheine (Herz-Jesu-Kirche) und 1975 Dechant im Dekanat Rheine.

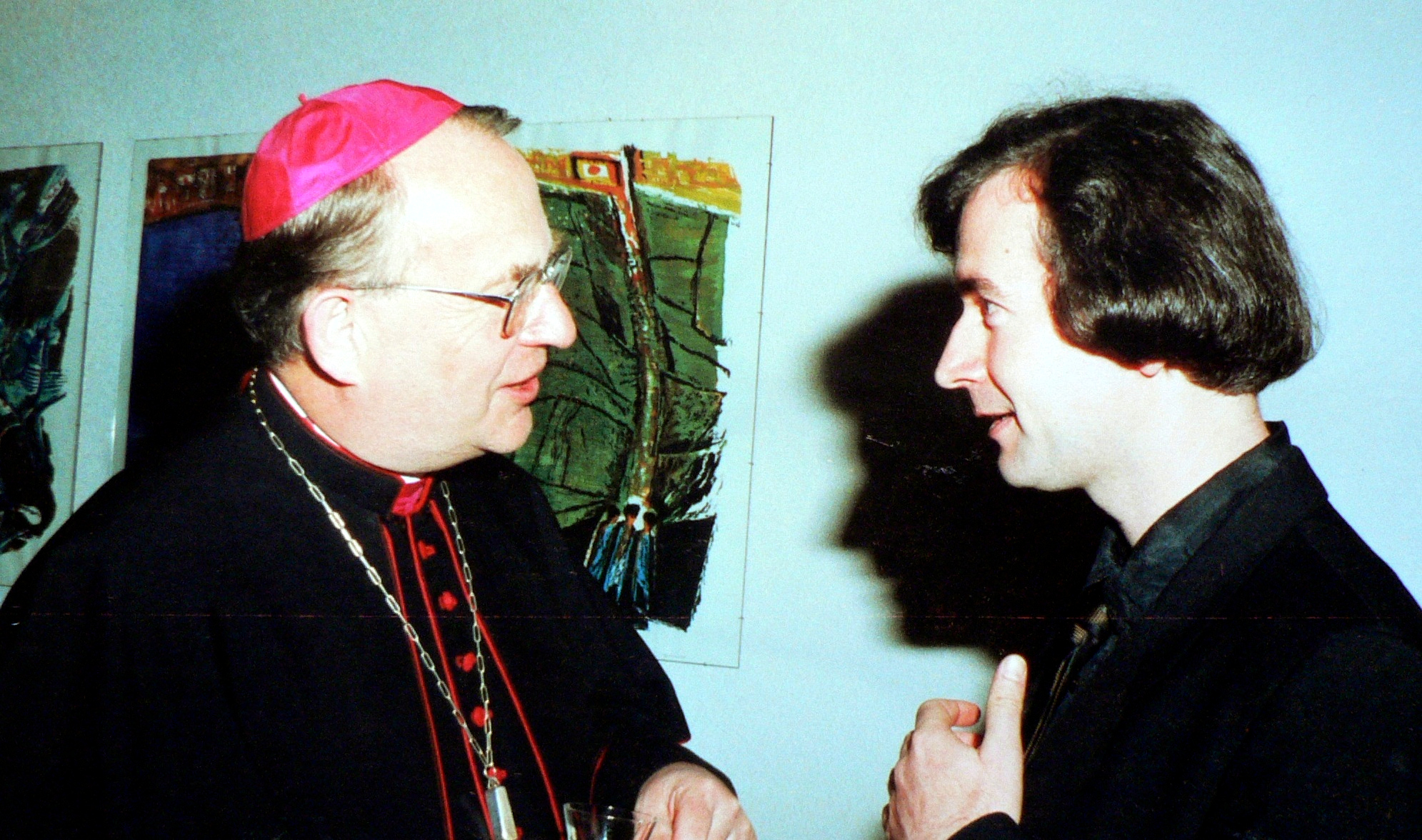
Weihbischof Ostermann und Ludger Stühlmeyer 1991

Am 27. Juni 1981 ernannte ihn Papst Johannes Paul II. zum Titularbischof von Dolia und Weihbischof in Münster. Am 13. September 1981 empfing er durch Bischof Reinhard Lettmann die Bischofsweihe; Mitkonsekratoren waren der Bischof von Trier, Hermann Josef Spital, und der Münsteraner Weihbischof Alfons Demming. Als Regionalbischof war er zuständig für die Kreisdekanate Münster und Warendorf.
Ab 1981 war Ostermann residierender Domkapitular an der Hohen Domkirche in Münster. Von 1981 bis 2011 war er Diözesandirektor des Päpstlichen Werkes der Glaubensverbreitung und Leiter der Fachstelle Mission, Entwicklung, Frieden im Bischöflichen Generalvikariat in Münster. 1984/85 war er Vorsitzender des Bonifatiuswerkes und Diözesandirektor des Bonifatiuswerkes der Kinder im Bistum Münster. 1993 wurde er zum Direktor der Priesterbruderschaft Confraternitas Sacerdos Bonae Voluntatis ernannt. Von 2001 bis 2006 war er Vorsitzender der Publizistischen Kommission der Deutschen Bischofskonferenz sowie Vorsitzender der Jury des Katholischen Medienpreises. Von 2003 bis 2007 war er zudem Domdechant des Paulus-Doms in Münster.
In konzeptionellen Gesprächen schufen Ostermann und der Komponist Ludger Stühlmeyer die Grundlage für eine erneuerte Rezeption der Evangelien-Kantate für Kinder in der katholischen Liturgie.

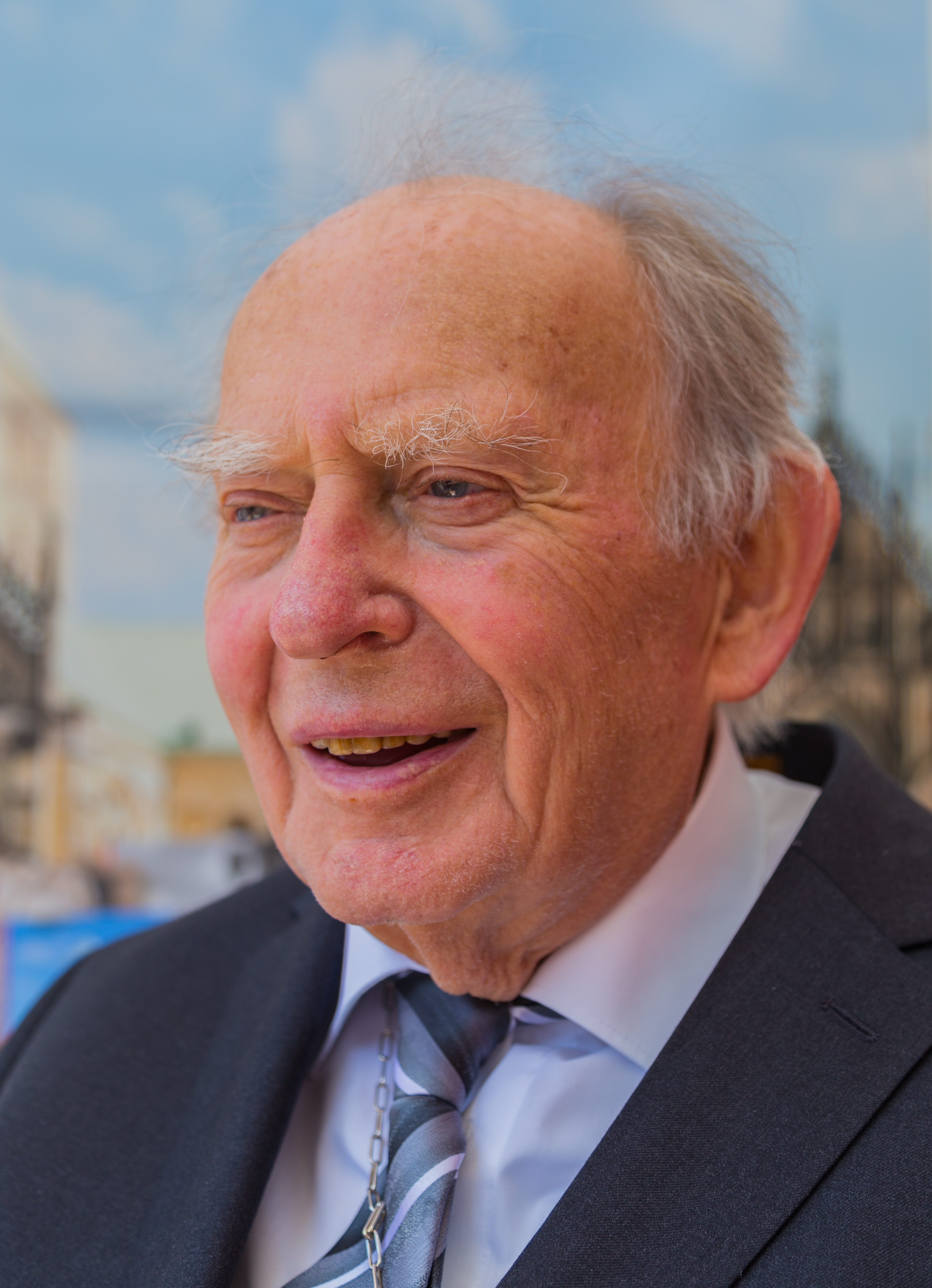
Friedrich Ostermann 2018 auf dem 101. Deutschen Katholikentag in Münster.

Anlässlich der Vollendung seines 75. Lebensjahres am 21. Juni 2007 reichte er bei Papst Benedikt XVI. sein Rücktrittsgesuch vom Amt des Weihbischofs ein, das dieser am 18. Juli desselben Jahres annahm. Nach seiner Emeritierung lebte er weiterhin in Münster.
Ostermann war Mitglied der katholischen Studentenverbindungen KStV Franko-Silesia-Breslau et Eresburg Münster, KStV Westmark Bonn sowie KStV Germania Münster im KV.

## Schriften
- Weg der Hoffnung – Kreuzweg im St.-Paulus-Dom Münster. Dialog Verlag, Münster 2013, ISBN 978-3-941462-85-4.
- Spur zum lebendigen Gott. Aschendorff-Verlag, Münster 2017, ISBN 978-3-402-13274-6.

## Zueignungen
- „Eure Güte werde allen Menschen bekannt“. Chorsatz (SATB). Text: Phil 4,5 und Psalm 117. Melodie und Satz: Ludger Stühlmeyer. „Weihbischof Friedrich Ostermann zum diamantenen Priesterjubiläum“ am 25. Februar 2018.